# Lucilla Boari
Lucilla Boari (Mantua, 24 maart 1997) is een Italiaans boogschutster.

## Carrière
Boari nam in 2016 deel aan de Olympische Spelen waar ze in de kwalificaties zevende werd. Ondanks de goede kwalificaties werd ze in de eerste ronde uitgeschakeld door Alice Ingley. Ze won tal van medailles op verschillende toernooien na 2016, waaronder het goud op de Middellandse Zeespelen en op de Europese Spelen.
Op de Olympische Spelen van 2020 behaalde ze brons in de Individuele categorie.

## Erelijst

### Olympische Spelen
- 2020:  Tokio (individueel)

### Middellandse Zeespelen
- 2018:  Tarragona (individueel)

### Europese Spelen
- 2019:  Minsk (individueel)
- 2019:  Minsk (gemengd)

### Europees kampioenschap
- 2018:  Legnica (team)

### World Cup
- 2016:  Antalya (team)
- 2019:  Medellin (team)